# The Definitive Singles Collection 1984–2004
The Definitive Singles Collection 1984–2004 é um álbum dos melhores êxitos da banda norueguesa a-ha, lançado a 11 de Abril de 2003.
Este disco foi gravado para celebrar os 20 anos da banda e apresenta os greatest hits (maiores sucessos) desse período.

## Faixas
1. "Take on Me"
2. "The Sun Always Shines on T.V."
3. "Train of Thought"
4. "Hunting High and Low"
5. "I've Been Losing You"
6. "Cry Wolf"
7. "Manhattan Skyline"
8. "The Living Daylights"
9. "Stay on These Roads"
10. "Touchy!"
11. "Crying in the Rain"
12. "Move to Memphis"
13. "Dark Is the Night"
14. "Shapes That Go Together"
15. "Summer Moved On" (radio edit)
16. "Minor Earth, Major Sky" (Niven's radio edit)
17. "Velvet" (radio version)
18. "Forever Not Yours"
19. "Lifelines" (versão do álbum Lifelines)